# Bertula carta
Bertula carta là một loài bướm đêm trong họ Erebidae.